# Symplecta (Psiloconopa) cramptonella
Symplecta (Psiloconopa) cramptonella is een tweevleugelige uit de familie steltmuggen (Limoniidae). De soort komt voor in het Nearctisch gebied.